# Locomotora GE U12

Una General Electric U12C del Ferrocarril General Belgrano, circa 1980.

La General Electric U12 es una serie de locomotoras diésel-eléctricas de la Serie Universal de General Electric.
El modelo, uno de los originales de la serie U, apareció en 1956, con un motor Cooper-Bessemer FVBL 8T de 8 cilindros y 1320 HP. De este modelo se crearon dos variantes: Una con configuración Bo'Bo' (U12B) y otra con configuración Co'Co' (U12C), ambas fueron pensadas para ferrocarriles de trocha angosta.
Este modelo fue exportado a diferentes países; Argentina, Brasil, Chile, Colombia, Filipinas y Sudáfrica.

## Historia en Argentina
En 1958 y 1959 Ferrocarriles Argentinos adquirió 70 unidades del modelo U12C, de las cuales 20 fueron para el Ferrocarril General Urquiza y 50 para el Ferrocarril General Belgrano. A quince locomotoras se las equipó con freno dinámico, para trabajar en las zonas montañosas de las provincias de Salta y Jujuy. Cuando en la década de 1970 el Ferrocarril Belgrano recibe las GM GT22CU, éstas son enviadas a la zona norte del país, por tener más potencia, y las U12C son enviadas a la zona de llanura del Ferrocarril Belgrano. Entre 1979 y 1980, unas 19 unidades se les cambió el motor por el FIAT A230-8. Cuando se privatiza los ferrocarriles del Estado, Transportes Metropolitanos Belgrano, concesionario de la línea Belgrano Sur, recibe 23 U12C, de las cuales sólo una, la número 616, tenía el motor Cooper original.
El ferrocarril se concesionó a la UGOFE entre (2007-2013), y a partir de 2014 a la empresa Argentren S.A., quien mantuvo varias unidades de estas nobles y confiables máquinas en funcionamiento, a pesar de poseer más de medio siglo de vida, especialmente en el corredor Buenos Aires-Marinos del Crucero General Belgrano.
Con la estatización total de la línea Belgrano Sur, la SOFSE mantuvo algunas de estas locomotoras hasta la llegada de trenes diesel de origen chino. Posteriormente se utilizaron únicamente en el ramal Sáenz-Marinos hasta mediados de 2020.

Una U12C de la Línea Belgrano Sur, circulando entre las estaciones de Aldo Bonzi y Tapiales.

## Historia en Sudáfrica
En 1958, los Ferrocarriles Sudafricanos adquirieron a GE 45 locomotoras U12B, numeradas 33507 al 33551. Fue la primera locomotora diésel-eléctrica del FFCC Sudafricano en ser usada en grandes cantidades. Luego de entregadas, fueron clasificadas como Clase 1-DE y numeradas del D700 al D744. Cuando el FFCC adoptó una nueva clasificación y numeración para sus locomotoras eléctricas y diésel-eléctricas, cerca de 1960, fueron reclasificadas como Clase 31-000 y renumeradas del 31-001 al 31-045.
Fueron puestas en servicio entre Johannesburgo y Kroonstad, y Johannesburgo y Volksrust, en la línea principal a Natal. Para la década de 1980 fueron relegadas a servicios de maniobras en Reef y otros centros mayores.
De las 45 locomotoras originales, cuarenta sobrevivían en la década de 1990. si bien actualmente están retiradas del servicio, algunas se encuentran en uso en manos privadas. Tres de ellas, 31-001 (D700), 31-005 (D704) y 31-038 (D737), fueron adquiridas por Sheltam para usarlas en el Rand Uranium cerca de Randfontein y en Welkom. Las primeras dos fueron convertidas en locomotoras de capó corto bajo y se encontraban en servicio en 2010.

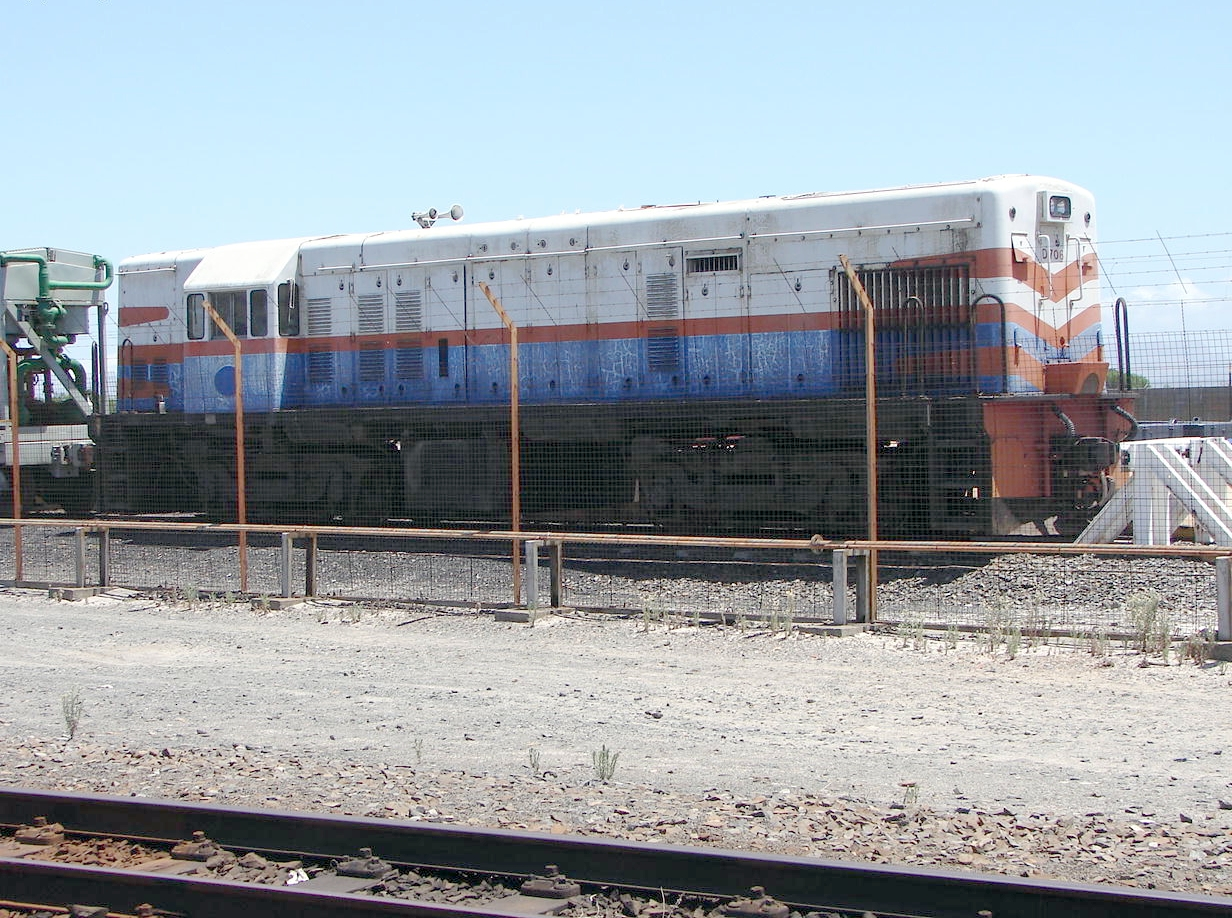
Una locomotora Clase 31-000 de los Ferrocarriles Sudafricanos.

## Propietarios originales

### U12B
| Ferrocarril                          | País      | Trocha  | Cantidad |
| ------------------------------------ | --------- | ------- | -------- |
| Rede de Viação Paraná-Santa Catarina | Brasil    | 1000 mm | 30       |
| Estrada de Ferro Sorocabana          | Brasil    | 1000 mm | 22       |
| South African Railways               | Sudáfrica | 1067 mm | 45       |

### U12C
| Ferrocarril                             | País      | Trocha  | Cantidad |
| --------------------------------------- | --------- | ------- | -------- |
| Ferrocarril General Belgrano            | Argentina | 1000 mm | 50       |
| Ferrocarril General Urquiza             | Argentina | 1435 mm | 20       |
| Cia Siderúrgica Paulista - COSIPA       | Brasil    | 1600 mm | 2        |
| Estrada de Ferro Leopoldina             | Brasil    | 1000 mm | 18       |
| Empresa de los Ferrocarriles del Estado | Chile     | 1000 mm | 4        |
| Anglo Lautaro Nitrate                   | Chile     | 1000 mm | 11       |
| Ferrocarriles Nacionales de Colombia    | Colombia  | 914 mm  | 18       |
| Manila Railway                          | Filipinas | 1067 mm | 30       |

## Ficha técnica
- Clasificación UIC: Bo'Bo' y Co'Co',
- Peso: 90 Tm
- Potencia en arranque: 1320 hp
- Potencia continua: 1200 hp
- Fuerza de tracción en arranque: 181 kN (18 400 kgf)
- Fuerza de tracción continua: 145 kN (14 800 kgf) a 18 km/h
- Largo: 14,1 m
- Alto: 3,9 m
- Ancho: 2,7 m